# Desperdicio alimenticio en el Reino Unido

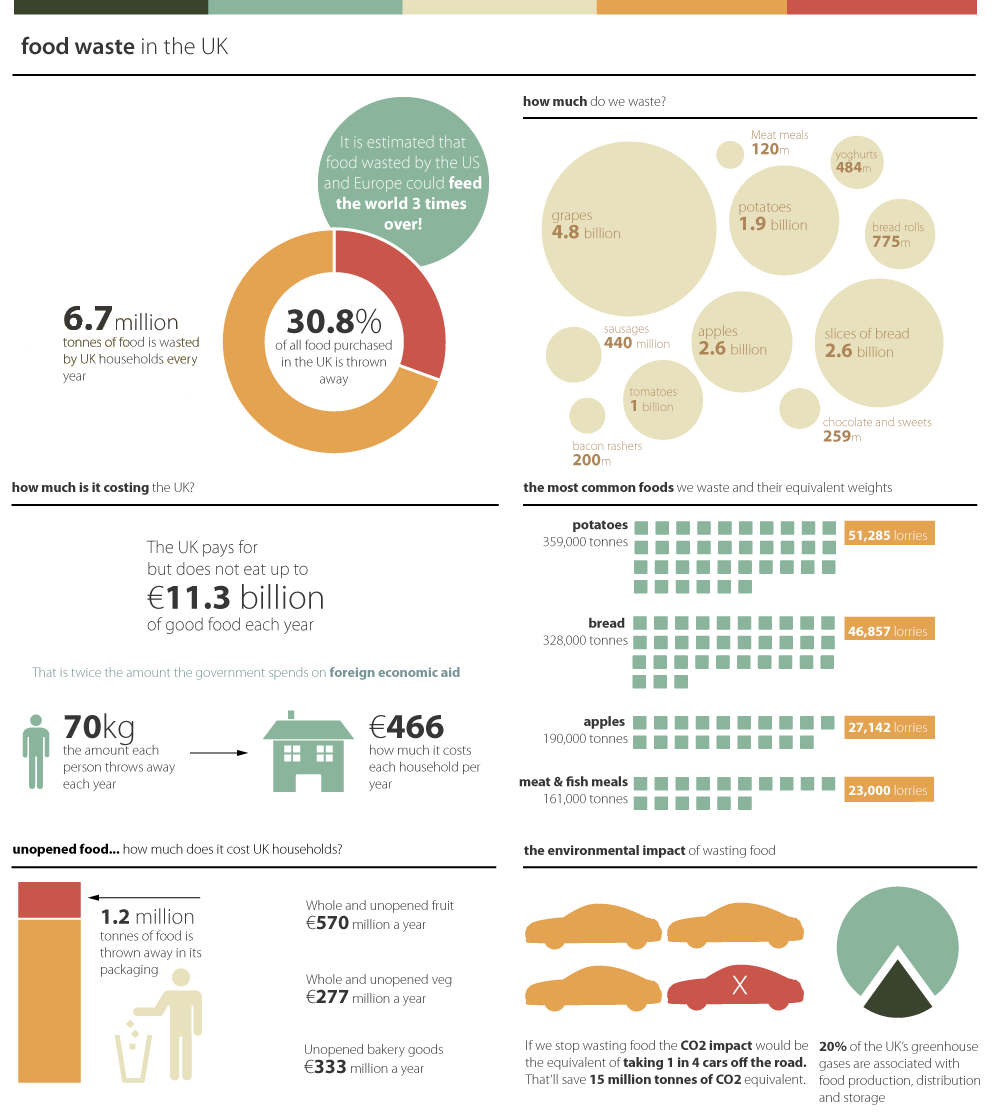

El desperdicio alimenticio en el Reino Unido es un tema de preocupación medioambiental y socioeconómica que ha recibido una amplia cobertura mediática y respuestas diversas por parte de los gobiernos. Desde 1915, el desperdicio alimenticio se ha identificado como un problema considerable y ha sido objeto de una atención mediática constante, que se intensificó con el lanzamiento de la campaña Love Food, Hate Waste (Ama la comida, odia el desperdicio) en 2007. El desperdicio de alimentos se ha tratado en artículos de prensa, informativos y programas de televisión, lo que ha aumentado la concienciación sobre este asunto como problema público. En 2000 se creó el Programa de Acción de Residuos y Recursos (Waste & Resources Action Programme, WRAP), financiado por el Gobierno, para abordar los problemas de los residuos, incluido el desperdicio de alimentos.
Una proporción significativa de los residuos de alimentos se produce en los hogares, que en 2022 generaron 6,4 millones de toneladas de residuos de alimentos (95 kg o 250 £ por persona); la mayor parte de esta cantidad se componía de ensaladas y verduras frescas. La mayor parte del desperdicio alimenticio es evitable, mientras que el resto se divide casi a partes iguales en desperdicios que son inevitables (por ejemplo, bolsas de té) y aquellos que son inevitables debido a la preferencia alimentaria del consumidor (por ejemplo, cortezas de pan) o al tipo de cocción (por ejemplo, la piel de las papas).
Reducir la cantidad de desperdicio alimenticio se ha considerado fundamental para que el Reino Unido cumpla los objetivos internacionales sobre cambio climático, limitando las emisiones de gases de efecto invernadero, y las obligaciones que impone la Directiva europea sobre vertederos para reducir los residuos biodegradables que van a parar a los vertederos. También hizo mucho hincapié en la reducción de los desperdicios alimenticios en todos los países desarrollados, como medio para poner fin a la crisis alimentaria mundial que dejó a millones de personas con hambre y empobrecidas en todo el mundo. En el contexto de la crisis mundial de precios de los alimentos de 2007-2008, el desperdicio de alimentos se debatió en la 34ª cumbre del G8 celebrada en Hokkaidō (Japón). El entonces primer ministro del Reino Unido, Gordon Brown, dijo al respecto: “Debemos hacer más para hacer frente a la demanda innecesaria, por ejemplo, esforzándonos más todos por reducir nuestro desperdicio de alimentos”.
En junio de 2009, el secretario de Medio Ambiente, Hilary Benn, anunció la Guerra contra el desperdicio del Gobierno, un programa destinado a reducir el desperdicio de alimentos en Gran Bretaña. Entre los planes propuestos en el marco de este programa figuraban los siguientes: eliminar las etiquetas de consumo preferente y de caducidad en los alimentos, crear nuevos tamaños de envases de alimentos, construir más puntos de reciclaje sobre la marcha y presentar cinco plantas pioneras de digestión anaeróbica. Dos años después de su lanzamiento, la campaña Love Food, Hate Waste afirmaba que ya había evitado 137 000 toneladas de residuos y que, gracias a la ayuda prestada a más de 2 000 000 £ de hogares, se habían ahorrado 300 000 000 £.

## Historia

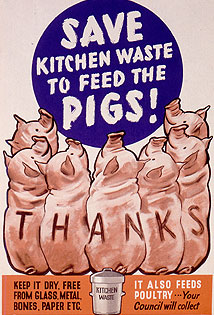
Durante la Segunda Guerra Mundial, los carteles informaban sobre diversos temas, incluido el desperdicio de alimentos.

### Principios delsigloXX
El desperdicio alimenticio se identificó como un problema en el Reino Unido desde la Primera Guerra Mundial. La lucha contra el desperdicio alimenticio fue uno de los objetivos iniciales de Instituto de las Mujeres (WI, Women's Institutes), creado en 1915, y sigue siendo uno de los temas de sus campañas. El racionamiento se adoptó durante la Primera Guerra Mundial, de forma voluntaria, a partir de febrero de 1917; no fue hasta diciembre de 1917 y febrero de 1918 cuando el racionamiento comenzó a ser obligatorio, por etapas. Además, no hay pruebas que sugieran que en 1918 se impusieran multas ni a particulares ni a empresas por desperdiciar alimentos. Mientras tanto, en Estados Unidos (donde la escasez era difícilmente comparable), los legisladores estudiaban la posibilidad de promulgar leyes que restringieran la distribución de alimentos para reducir el desperdicio, cuyo incumplimiento podría castigarse con multas o la prisión.
Durante la Segunda Guerra Mundial, el racionamiento se impuso casi de inmediato. Las restricciones fueron más estrictas que en la Primera Guerra Mundial: a partir del 8 de enero de 1940, se emitieron cartillas de racionamiento y la mayoría de los alimentos estaban sujetos a racionamiento. En agosto de 1940, el desperdicio de alimentos era un delito penado con cárcel según la ley. Los carteles animaban a utilizar los desperdicios de la cocina para alimentar a los animales, principalmente a los cerdos pero también a las aves de corral.

### Finales delsigloXX
Muchos de los métodos sugeridos por las campañas actuales para evitar el desperdicio de alimentos se han inspirado en los de la Segunda Guerra Mundial. A pesar de ello, sigue siendo discutible si las campañas contra el desperdicio y el racionamiento, durante y después de la Segunda Guerra Mundial, lograron algún cambio a largo plazo en la actitud de la gente hacia el desperdicio; el informe de 2007 de WRAP sobre los residuos domésticos encontró que las personas mayores generan tantos residuos evitables como los jóvenes. Además, ya en 1980, sólo veinticinco años después de que se aboliera por completo el racionamiento, un artículo publicado en una revista ese mismo año descubrió niveles significativos de desperdicio en el hogar, en restaurantes y en sectores de la industria alimentaria. Sin embargo, el aumento del desperdicio de alimentos también podría atribuirse a un cambio en el estilo de vida, por ejemplo, la compra de productos que tienen una vida útil más corta, lo que involuntariamente llevaría a tirar más comida.
A finales de la década de 1990, la situación había empeorado y se calculaba que el sector alimentario generaba más de 8 000 000 de toneladas de desperdicio alimenticio al año. En 1998, un documental reveló que en una tienda Tesco se desechaban toneladas de alimentos comestibles, lo que provocó una respuesta renovada sobre el problema del desperdicio de alimentos.

### Principios delsigloXXI
En 2000, el Gobierno británico creó el Programa de Acción de Residuos y Recursos (WRAP, por sus siglas en inglés), una organización sin ánimo de lucro financiada por el Gobierno que asesora sobre cómo reducir los residuos y utilizar los recursos de forma eficiente. En 2007, el WRAP lanzó la campaña Love Food, Hate Waste (Ama la comida, odia el desperdicio) y devolvió el desperdicio de alimentos al primer plano de las noticias y la agenda pública. Dos años después, dicha la campaña afirmaba haber evitado el envío de 137 000 toneladas de residuos a los vertederos y haber ahorrado 300 000 000 £.
En 2005, ante la “escasa información sobre las cantidades y tipos de residuos de alimentos producidos”, el WRAP puso en marcha un “importante programa de investigación” que desembocaría en la publicación, el 8 de mayo de 2008, del informe The food we waste report (La comida que desperdiciamos), considerado en su momento “el primero de este tipo en el mundo”, en el que se entrevistaba a 2175 hogares y se recogían los residuos de 2138 de ellos.
| Si queremos que bajen los precios de los alimentos, debemos hacer más para combatir la demanda innecesaria, por ejemplo reduciendo entre todos el desperdicio de alimentos, que cuesta a un hogar británico medio unas 8 libras semanales. —Gordon Brown hablando con los periodistas poco antes de asistir a la 34ª Cumbre del G8, The Independent, julio de 2008 |

Desde los acontecimientos de 2007-2008, el desperdicio de alimentos ha seguido siendo un tema de atención, debatido en casi todos los principales periódicos del Reino Unido, a menudo con temas como el cambio climático y la hambruna en las naciones africanas. Para reducir el impacto de lo anterior, el desperdicio de alimentos ha estado entre los temas de discusión en las recientes cumbres internacionales; el desperdicio de alimentos fue debatido durante la 34ª cumbre del G8 en Hokkaidō, Japón, como parte del debate sobre la crisis mundial de precios de los alimentos de 2007-2008.
En junio de 2009, el secretario de medio ambiente, Hilary Benn, anunció la Guerra contra el desperdicio, nuevos planes del Gobierno destinados a reducir el desperdicio de alimentos en Gran Bretaña. Se planeaba eliminar las etiquetas de fecha de consumo preferente y limitar las etiquetas de fecha de caducidad en los alimentos. Se planeaba introducir nuevos tamaños de envases de alimentos, lo que se produce cuando se eliminan las normas de la Unión Europea sobre tamaños de envases y la gente vive cada vez más sola. Cinco plantas pioneras de digestión anaeróbica con tecnología de vanguardia se construirán antes de finales de marzo de 2011; todas ellas recibirán una subvención de 10 000 000 £ del Programa de Demostración de Digestión Anaeróbica (Anaerobic Digestion Demonstration Programme) del WRAP. Liz Goodwin, directora ejecutiva del WRAP, habló de los cinco proyectos: “Estos proyectos son realmente pioneros. Entre todos, demuestran cómo la digestión anaeróbica puede ayudar al Reino Unido a afrontar con eficacia los retos de reducir las emisiones de carbono y mejorar la producción sostenible de alimentos”.
La Estrategia de Recursos y Residuos del Gobierno del Reino Unido, publicada en diciembre de 2018, estableció la política gubernamental actual sobre “cómo preservaremos nuestras existencias de recursos materiales minimizando los residuos, promoviendo la eficiencia de los recursos y avanzando hacia una economía circular”. En relación con el desperdicio alimenticio, el capítulo 5 de la estrategia establece objetivos para:
- Redistribuir más eficazmente los excedentes alimentarios entre quienes más los necesitan, antes de que puedan echarse a perder.
- Consultar los informes anuales de excedentes y residuos de alimentos generados por las grandes empresas alimentarias.
- Consultar sobre las competencias legales para introducir objetivos obligatorios de desperdicio alimenticio y obligaciones de redistribución de excedentes de alimentos.
- Publicar una nueva jerarquía de excedentes y residuos de alimentos.
- Promover la concienciación sobre el problema del desperdicio alimenticio mediante el nombramiento de un nuevo defensor de Desperdicios Alimenticios.
- Apoyar la colaboración intersectorial a través del Compromiso Courtauld 2025.[34]

En 2018, Ben Elliot fue nombrado por Michael Gove, entonces Secretario de Estado de Medio Ambiente, como el primer defensor de Excedentes y Desperdicios Alimenticios del gobierno. Dejó el cargo en 2022.
En 2023, el gobierno del Reino Unido se unió a la Coalición de la Cumbre del Sistema Alimentario de la ONU (Organización de Naciones Unidas), con el objetivo de reducir a la mitad el desperdicio mundial de alimentos para 2030.

## Causas
En 2021, el WRAP señaló que el total de residuos alimentarios en el Reino Unido ascendía a 10,7 millones de toneladas, de los cuales aproximadamente el 60 % procedía de los hogares, el 28 % de la agricultura y la fabricación, la hostelería representaba aproximadamente el 10 % y el comercio minorista contribuía con el 3 %; el WRAP también señaló que las cifras habían ido descendiendo durante 10 años, pero habían comenzado a aumentar de nuevo durante Covid.
Otras encuestas señalaron que el desperdicio doméstico de alimentos había disminuido durante la pandemia, ya que la mayoría de la gente consumía más alimentos para evitar salir a tiendas concurridas; sin embargo, el desperdicio agrícola puede haber aumentado debido al cierre de cafeterías y restaurantes.

### 2007

#### Hogares
| Categoría                                                | Inglaterra | Gales | Escocia | Nueva Irlanda | Reino Unido |
| -------------------------------------------------------- | ---------- | ----- | ------- | ------------- | ----------- |
| Desperdicio doméstico (miles de toneladas)               | 25 688     | 1585  | 2276    | 919           | 30 468      |
| Composición del desperdicio alimenticio (% de hogares)   | 17,5 %     | 18 %  | 18 %    | 19 %          | 17,6 %      |
| Cantidad de desperdicio alimenticio (miles de toneladas) | 4 495      | 285   | 410     | 184           | 5 375       |

La mayor fuente de desperdicio alimenticio en el Reino Unido son los hogares, que en 2007 generaron 6 700 000 toneladas de residuos de alimentos, el 19% de los residuos sólidos urbanos.
- En 2007, las papas representaron la mayor cantidad de alimentos desechados evitables;[nota 5] se tiraron 359 000 toneladas al año, de las cuales el 49 % (177 400 toneladas) no se tocaron.[43]
- Las rebanadas de pan representan el segundo tipo de alimento más desechado (328 000 toneladas al año).
- Las manzanas ocupaban el tercer lugar (190 000 toneladas anuales).[43]
- La ensalada fue desechada en la mayor proporción: El 45 % de toda la ensalada comprada por peso se tiró sin comer.[44]

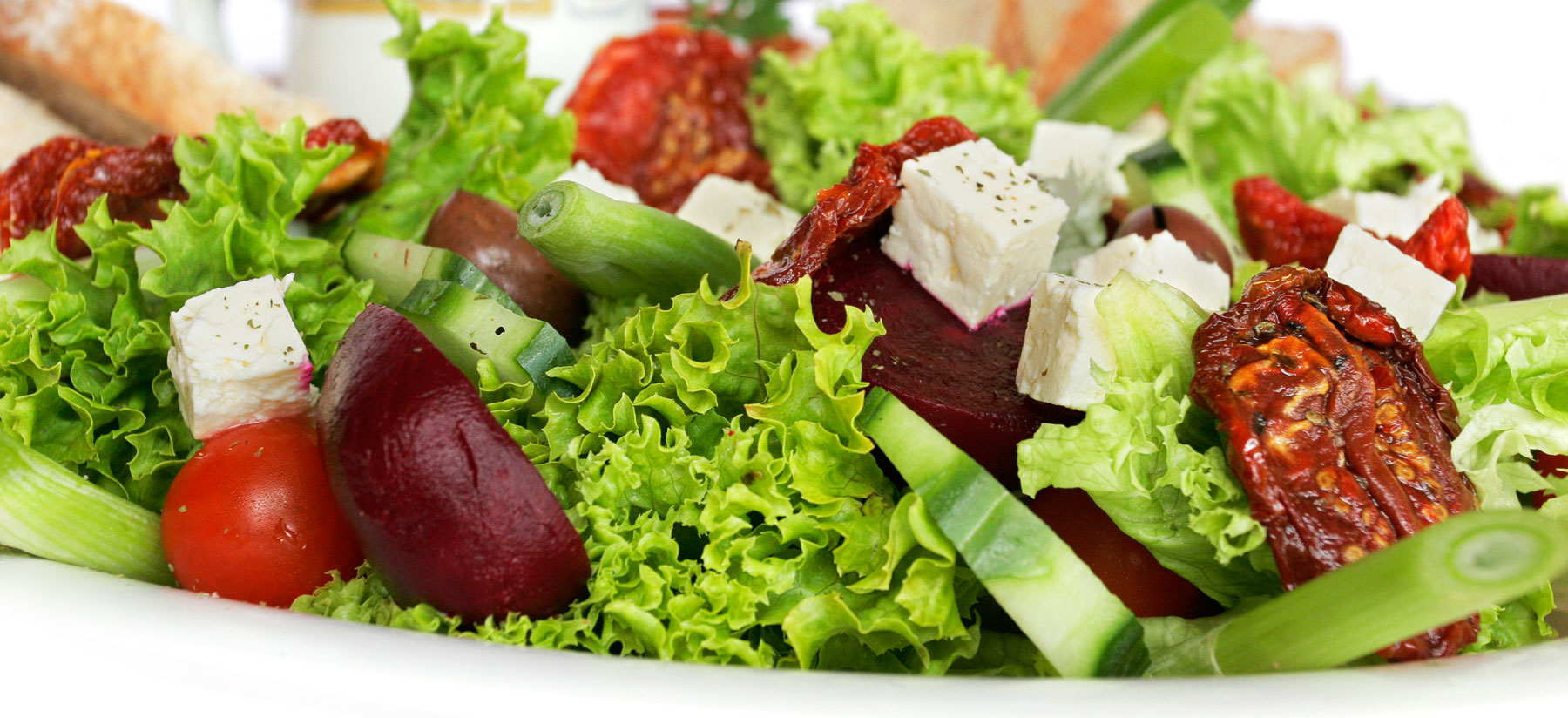
Las ensaladas son el tipo de alimento que se tira en mayor proporción: se desperdiciará más del 45 % de todo lo comprado.

Gran parte de los alimentos que se desechan podrían haberse evitado (4 100 000 toneladas, el 61 % de la cantidad total de residuos de alimentos) y, con una mejor gestión, podrían haberse consumido o aprovechado. Los residuos inevitables, como las cáscaras de verduras y las bolsas de té, representan el 19 % del total, mientras que el 20 % restante es inevitable por preferencias del consumidor (por ejemplo, cortezas de pan) y tipos de cocción (por ejemplo, piel de papas). Sin embargo, en 2007, la inmensa mayoría de los consumidores (90 %) no eran conscientes de la cantidad de alimentos que tiraban a la basura; se demostró que las personas que creían que en su hogar no se desperdiciaba comida tiraban 88 kg desechos de alimentos evitables al año.
La cantidad de desperdicios alimenticios producidos por un hogar y sus ocupantes se ve afectada por varios factores; según WRAP, los más importantes son:
1. El tamaño del hogar,
2. La edad de los ocupantes individuales,
3. La composición del hogar (por ejemplo, hogar con un solo ocupante).[49]

Se observó que los demás factores (situación laboral, etapa de la vida, grupo étnico y ocupación de los individuos) tenían menos correlación con la cantidad de desperdicios evitables.
En cuanto al tamaño de los hogares, la relación no era proporcional (dos ocupantes no desechan el doble de residuos alimentarios que uno):
- Los hogares unipersonales arrojaron a la basura una media de 3,2 kg por semana, el menor desperdicio de alimentos en peso, pero el mayor en proporción.[51] Este despilfarro desproporcionado se atribuyó en parte a que los tamaños de los envases de los alimentos son en gran medida inadecuados para las personas que viven solas.[33]
- Las familias con niños (menores de 16 años) eran las que más comida desperdiciaban en peso por hogar y semana (7,3 kg);[52] sin embargo, cuando se calculaba por persona, los miembros de una familia con niños eran los que menos comida desperdiciaban (1,8 kg).[51][53]
- Contrario a investigaciones previas y a la creencia convencional, el informe descubrió que las personas mayores desperdiciaban tanta comida evitable como los jóvenes (1,2 kg por persona a la semana);[47] en términos de coste medio y peso de los alimentos desperdiciados, las personas mayores desperdiciaban menos, aunque en el caso de los hogares de jubilados puede deberse a que son más pequeños.[54][55]

#### Comercios minoristas
Otros sectores también contribuyen al desperdicio alimenticio. La industria alimentaria produce grandes cantidades de desperdicios de alimentos: sólo los minoristas generaron 1 600 000 toneladas de desperdicios en 2008. Los supermercados fueron especialmente criticados por desperdiciar productos dañados o no vendidos (lo que la industria denomina excedentes de alimentos), pero que a menudo seguían siendo comestibles. Sin embargo, en la mayoría de los casos no se dispone de estadísticas exactas sobre la cantidad de alimentos desperdiciados por los supermercados; aunque algunos publican voluntariamente datos sobre el desperdicio de alimentos, la ley no lo exige. Del mismo modo, se dispone de poca información sobre las cantidades generadas por el sector agrícola. Antes de que se revirtiera la política de la Unión Europea en 2008, que entró en vigor el 1 de julio de 2009, los minoristas no podían vender frutas y verduras deformes o torcidas, que debían tirarse.

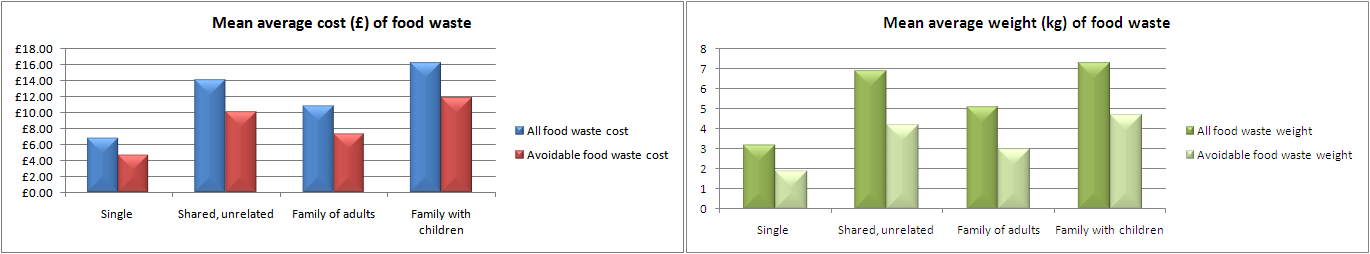
Gráficos que muestran el coste medio y el peso de los residuos alimenticios según la composición de los hogares. Fuente: WRAP, the Food we waste Report 2007.

### 2021-2023
En 2022, el desperdicio doméstico de alimentos en el Reino Unido era de 6,4 millones de toneladas.
En 2024, el pan (900 000 toneladas) y las patatas (700 000 toneladas) seguían siendo la mayor fuente de desperdicios alimenticios domésticos en el Reino Unido; les seguían la leche, las sobras, las bebidas, la carne de cerdo, la carne de ave, las zanahorias y las patatas fritas. La lechuga y la fruta también ocupaban un lugar destacado en la lista.
Para 2021, se estimaba que el 30 % de los residuos de alimentos no eran comestibles; sin embargo, los residuos de alimentos comestibles tenían un valor aproximado de 17 000 millones de libras, o 250 libras por persona.
En 2024, una encuesta de la revista Food Manufacture mostraba que más de la mitad de los británicos mayores de 55 años conservaría los alimentos más allá de su fecha de consumo preferente, mientras que sólo una cuarta parte de los menores de 25 años lo hacía; los menores de 25 años afirmaban tener mucha menos confianza en sus conocimientos sobre métodos de conservación de alimentos.
Se calcula que en 2024 el sector minorista desperdiciará 270 000 toneladas de alimentos al año; en Inglaterra y Escocia existe legislación que obliga a las empresas a separar y reciclar los residuos alimentarios, y varios supermercados nacionales, como Aldi e Iceland, han adoptado el Compromiso de Courtauld.
La industria hostelera fue reconocida como una parte importante del problema del desperdicio alimentario, con más de un millón de toneladas procedentes de este sector; en respuesta, WRAP creó una iniciativa llamada Guardians of Grub (Guardianes de la comida) para ayudar a restaurantes y cafeterías a ahorrar comida y dinero.

## Impacto
El desperdicio de alimentos supone una pesada carga para las finanzas de los hogares y los consejos de condado del Reino Unido: se calcula que el desperdicio de alimentos cuesta a cada hogar británico entre 250 y 400 libras al año, lo que supone entre 15 000 y 24 000 libras a lo largo de la vida. Esto se debe al coste total de compra de los alimentos frente a lo que se desecha sin comer. Además, los hogares pagan por la recogida y eliminación de los desperdicios de alimentos en su ayuntamiento en forma de impuestos municipales. Para los ayuntamientos, el coste de los desperdicios alimenticios se deriva de su recolección y eliminación como parte del flujo de residuos; esto es especialmente importante para los ayuntamientos que recogen los desperdicios de alimentos por separado.

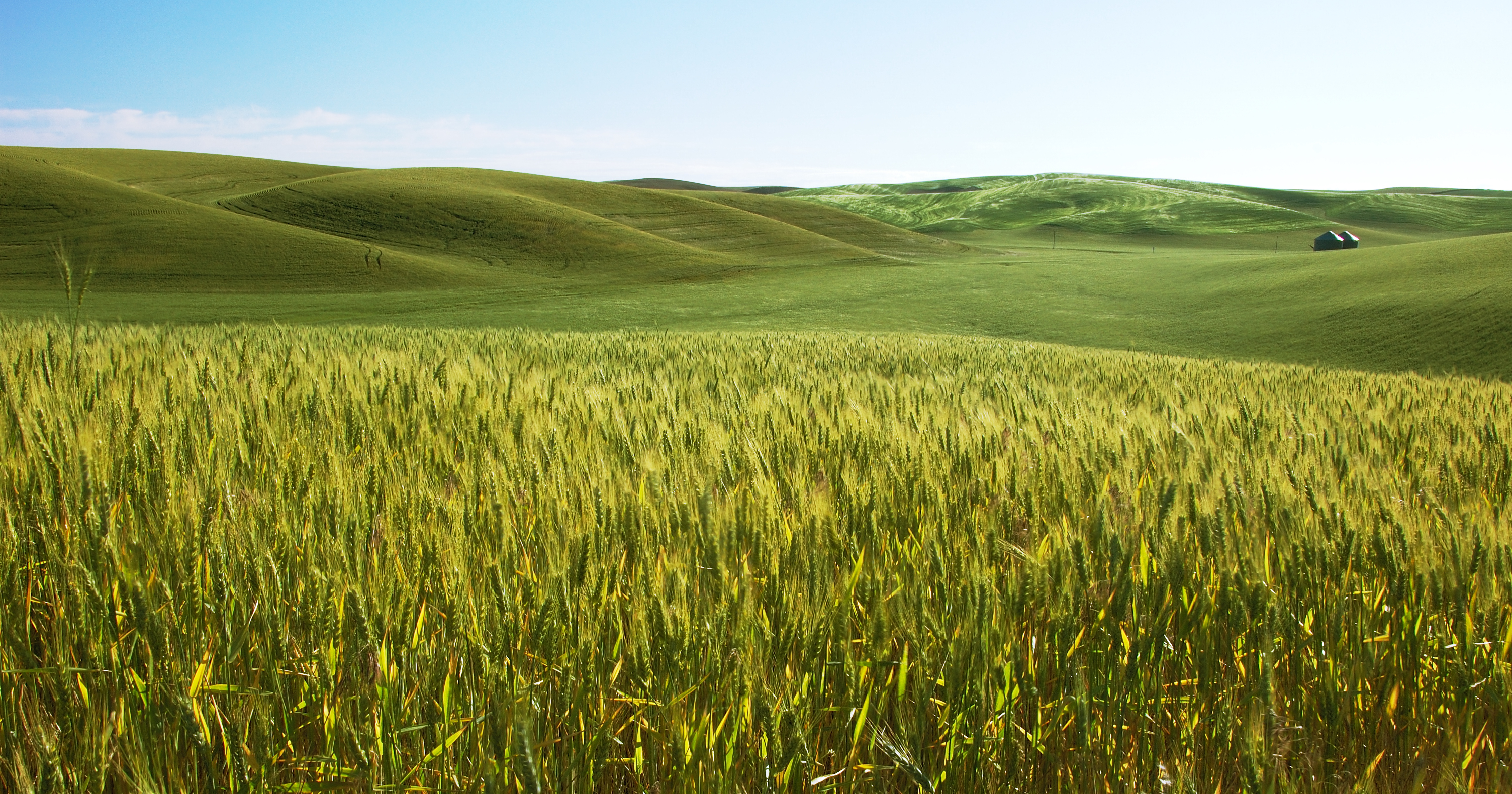
Según un informe del PNUMA, aumentando la eficiencia, la producción actual de alimentos podría alimentar a la población prevista del planeta, además de contribuir a proteger el medio ambiente.

En general, se considera que los desperdicios alimenticios tienen un efecto perjudicial sobre el medio ambiente; la reducción de los mismos se considera fundamental para que el Reino Unido pueda cumplir las obligaciones derivadas de la Directiva europea sobre vertederos de reducir los residuos biodegradables que van a parar a los vertederos y considerar favorablemente los objetivos internacionales sobre cambio climático, limitando las emisiones de gases de efecto invernadero. Cuando se eliminan en vertederos, los residuos alimentarios liberan metano, un gas de efecto invernadero relativamente perjudicial, y lixiviados, una toxina capaz de contaminar las aguas subterráneas considerablemente. La cadena de suministro de alimentos es responsable de una quinta parte de las emisiones de carbono del Reino Unido; la producción, el almacenamiento y el transporte de alimentos a los hogares requieren grandes cantidades de energía. Los efectos de detener los residuos alimentarios que potencialmente pueden evitarse se han comparado con la eliminación de uno de cada cinco autos de las carreteras del Reino Unido.
A escala internacional, el efecto de los desperdicios alimentarios en el medio ambiente ha sido un problema. Irlanda se enfrenta a multas de millones de euros si la cantidad de residuos biodegradables que envía a los vertederos no desciende por debajo de la cantidad máxima fijada por la Directiva sobre vertidos de la Unión Europea. En 2010, la misma directiva impone multas de 40 millones de libras anuales en toda Inglaterra, que aumentarán a 205 millones en 2013, si no se cumplen sus propios objetivos en materia de residuos urbanos biodegradables; la cantidad de residuos urbanos biodegradables enviados a vertedero en 2010 debe ser el 75 % de la enviada en 1995, en 2013 debe ser el 50 % y en 2020 debe ser el 35 %.
En el contexto de la crisis mundial de precios de los alimentos de 2007-2008 y la posible escasez de alimentos, el desperdicio de alimentos es un problema importante y de gran repercusión. El Programa de las Naciones Unidas para el Medio Ambiente (PNUMA) identificó el desperdicio de alimentos como un problema crítico, una opinión compartida por un informe de la Oficina del Gabinete sobre alimentación; en él se afirmaba que no hacer nada para solucionarlo provocaría una grave escasez de alimentos, que podría desencadenar subidas de precios de hasta el 50 %. En el informe se señalaba que un tercio de los alimentos que se compran en el Reino Unido no llegan a consumirse. El director ejecutivo del PNUMA, Achim Steiner, afirmó que: “Más de la mitad de los alimentos que se producen hoy en día se pierden, se desperdician o se desechan como consecuencia de la ineficacia de la cadena alimentaria gestionada por el hombre. El informe [Las crisis alimentarias del medio ambiente: El papel del medio ambiente en la prevención de futuras crisis alimentarias] de que el mundo podría alimentar a toda la población prevista sólo con ser más eficientes, garantizando al mismo tiempo la supervivencia de los animales salvajes, las aves y los peces de este planeta”.

## Respuesta

### Prevención
| Motivo de la eliminación                      | Repuestas |
| --------------------------------------------- | --------- |
| No comestible                                 | 36,5 %    |
| Dejado en el plato                            | 15,7%     |
| Caducado                                      | 15,1 %    |
| Enmohecido                                    | 9,3 %     |
| Mal aspecto                                   | 8,8 %     |
| Mal olor/mal sabor                            | 4,5 %     |
| Restos de cocción                             | 4 %       |
| Otros                                         | 3,8 %     |
| Demasiado tiempo en el refrigerador o alacena | 1,5 %     |

| Motivo de la eliminación                                 | Repuestas |
| -------------------------------------------------------- | --------- |
| Necesidad de reponer artículos                           | 45 %      |
| Debido a la fecha de consumo preferente                  | 29 %      |
| Falta de tiempo para aprovechar las sobras               | 20 %      |
| Sin necesidad de usar las sobras por comer fuera de casa | 19 %      |
| Debido a la fecha de exhibición recomendada              | 14 %      |
| Debido la fecha de caducidad                             | 11 %      |

Para reducir el desperdicio de alimentos producido por los consumidores (a menudo de forma involuntaria o inevitable, debido a su estilo de vida), campañas de asesoramiento y artículos han propuesto diversos consejos y sugerencias. Las siguientes estrategias: planificar antes de comprar los alimentos, comprender las etiquetas con la fecha de caducidad y utilizar las sobras en otras comidas, se consideran eficaces para evitar el desperdicio de alimentos. las ofertas de compre uno y llévese otro gratis han sido criticadas por animar a los clientes a comprar alimentos que acaban tirándose a la basura; como parte de su propia campaña sobre el desperdicio de alimentos, la cadena de supermercados Morrisons planeó ofrecer uno gratis para congelar en lugar de los compre uno y llévese otro gratis, con la esperanza de que estas promociones animen a los clientes a planificar con antelación.
Comprender el almacenamiento de los alimentos y las etiquetas con las fechas de caducidad es una medida importante pero problemática en la actualidad. En 2008, un estudio de la Agencia de Normas Alimentarias del Reino Unido reveló que los consumidores no entendían bien las fechas de los alimentos: sólo el 36 % de los encuestados interpretaba la fecha de consumo preferente como fecha de caducidad y sólo el 55 % interpretaba correctamente las fechas de caducidad. Está previsto que las etiquetas con las fechas de los alimentos sufran cambios radicales como parte de la guerra contra el desperdicio.
Las sobras de alimentos pueden y deben utilizarse en otras comidas. En la actualidad, esta práctica no está muy extendida debido a la falta de confianza. Los libros de cocina especializados y las campañas sobre residuos incluyen recetas diseñadas para incorporar las típicas sobras y que requieren una habilidad culinaria mínima.

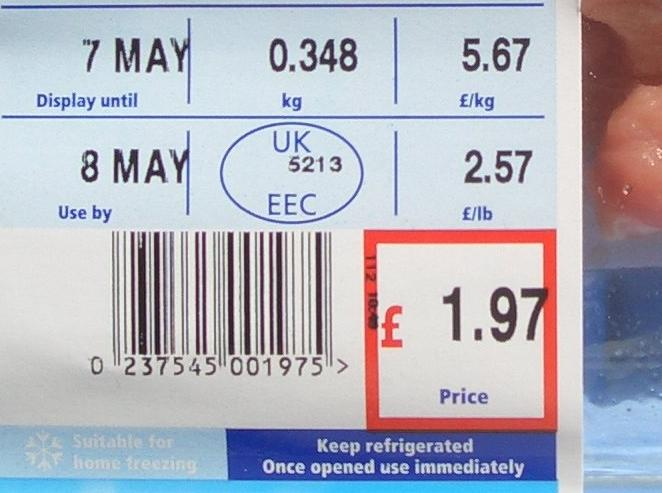
Las etiquetas con la fecha de caducidad de los alimentos cambiarán, como parte de la Guerra contra el desperdicio anunciada en 2009, con la intención de reducir el desperdicio de alimentos.

Los sectores de la industria alimentaria (fabricación y comercio minorista) se han comprometido a reducir la cantidad de alimentos que desperdician directamente y, además, la que provocan en los hogares de forma indirecta. Para ello, se ha planteado una combinación de medidas: etiquetado eficaz, variedad de tamaños de envases, consejos de almacenamiento y envases que prolonguen la duración de la frescura de los alimentos. Una iniciativa lanzada en mayo de 2009 se consideró una ampliación de los actuales intentos de reducir envasado de alimentos en general. El objetivo era reducir el desperdicio alimenticio en los hogares británicos en 155 000 toneladas (el 2,5 % del desperdicio total) antes de finales de 2010, ayudando a los hogares británicos a evitar que los alimentos vayan a parar a la basura.
Las organizaciones benéficas dedicadas a la alimentación (entre ellas, la más conocida es FareShare) organizan la distribución de excedentes alimentarios de la industria alimentaria entre personas desfavorecidas de la comunidad. En 2020, FareSHare informó de que había utilizado 26 000 toneladas de excedentes alimentarios en un año, suficientes para 57 millones de comidas; sin embargo, esto suponía sólo el 1 % de los excedentes alimentarios desperdiciados en el Reino Unido ese año.

### Recolección

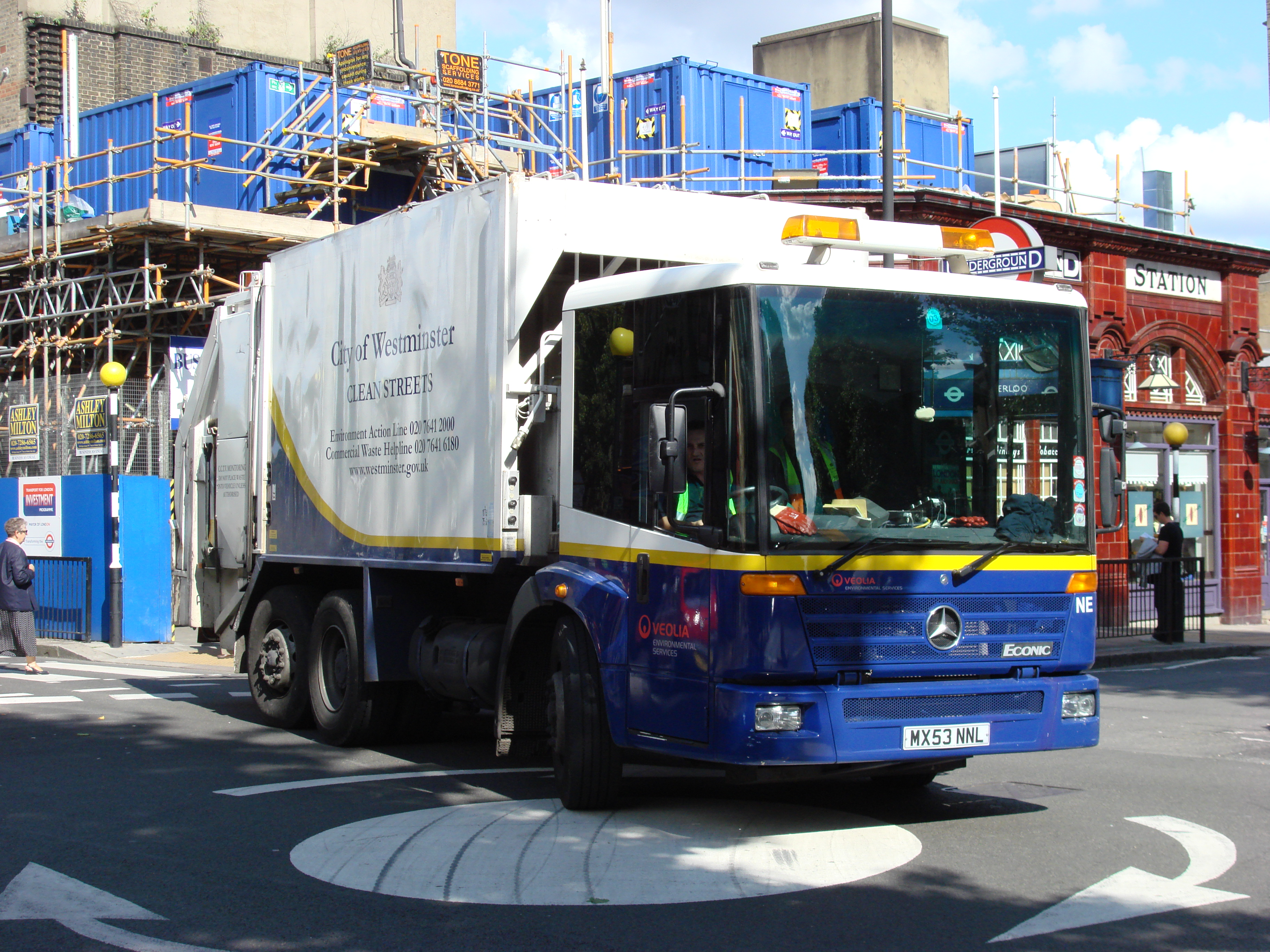
La recolección selectiva de residuos de alimentos es poco frecuente; cuando existe, el servicio utiliza el transporte y la infraestructura existentes, como en la imagen.

La mayoría de las autoridades británicas (algunas tienen una política variable o específica) recogen los residuos alimentarios junto con los residuos urbanos; según estimaciones realizadas en 2007, la cantidad de residuos alimentarios recogidos por separado, ya sea para compostaje o digestión anaeróbica, es sólo el 2 % de la disponible. Cuando los residuos alimentarios se recogen por separado, suelen incorporarse a una recogida de residuos de jardinería ya existente. Si procede, las recogidas por separado de residuos de jardinería y alimenticios suelen realizarse en quincenas distintas a las de los residuos urbanos y comparten infraestructura y transporte.
Se ha señalado que, dada su proporción en el flujo de residuos y la falta de recogida selectiva, los residuos de alimentos no se recolectan de forma adecuada. Sin embargo, las propuestas de la Unión Europea, que obligarían a las autoridades locales a recoger por separado los residuos alimentarios y de jardinería, han suscitado oposición. Los detractores de las propuestas argumentan que las autoridades locales conocen las necesidades específicas de las zonas a las que sirven y que son ellas las que deben decidir la política de residuos. Los defensores de las propuestas afirman que garantizarán que no se desperdicie energía en separar los residuos biodegradables de otros materiales.
Las cifras de WRAP revelan que el método más eficaz de recolección de residuos de alimentos es la recogida selectiva, seguida de la recogida semanal mixta de residuos verdes y alimenticios, mientras que la recogida quincenal mixta es la que arroja peores resultados, lo que se considera una confirmación de las sospechas anteriores de que, si se lleva a cabo correctamente, la recogida selectiva puede reducir el desperdicio de residuos biodegradables. Un gran programa piloto de recogida selectiva de residuos de alimentos, en el que participaron diecinueve autoridades locales inglesas, obtuvo buenos resultados y altos niveles de satisfacción de los hogares.
Una opción para separar los residuos alimentarios en origen es el triturador de residuos alimentarios.  Se inventó en 1928 y se utiliza en el 50 % de los hogares de EE. UU., el 34 % de Nueva Zelanda, el 20 % de Australia y, cada vez más, en algunos países europeos, sobre todo Suecia. Un triturador no tiene cuchillas, sino una cámara de trituración cuyo suelo es un disco giratorio con orejetas que hace girar los residuos contra la pared perforada de la cámara; las partículas salen cuando son lo suficientemente pequeñas midieron la distribución del tamaño de las partículas y descubrieron que el 98 % eran <2 mm.  También midieron la capacidad de sedimentación y descubrieron que los residuos triturados se transportarían/resuspenderían fácilmente en alcantarillas de diseño convencional.
Los efectos en el calentamiento global (100 años) de las opciones de gestión de residuos alimenticios se estimaron de la siguiente manera: vertederos, +740 kgCO2e/t (kilogramos de dióxido de carbono equivalente por tonelada) de residuos de alimentos; incineración, +13 kgCO2e/t; compostaje centralizado, -14 170 kgCO2e/t; y la digestión anaeróbica, aproximadamente -170 kgCO2e/t de residuos alimentarios, tanto si se recogían en la acera y se transportaban en camión como si se llevaban a la alcantarilla para su transformación en una planta de tratamiento de aguas residuales. En un artículo posterior, se analizaron datos de Surahammar (Suecia) comparando la época en la que no había triturador con la actual, en la que el 50 % de los hogares tienen triturador. Este estudio verificó los trabajos de laboratorio, entre otros, publicados anteriormente por otros trabajadores.  Comprobaron que no había aumentado el coste de las depuradoras ni el volumen de aguas residuales, pero sí el biogás en un 46 %.

### Eliminación
Los residuos de alimentos siguen depositándose principalmente en vertederos (el 54 % del total de residuos municipales se eliminó de esta forma en 2007-2008), aunque año tras año disminuye la cantidad que se envía a vertederos.
En 2024, todas las zonas del Reino Unido tenían planes para restringir legalmente el envío de residuos biodegradables a los vertederos.
El compostaje, es decir, la biodegradación intencionada de la materia orgánica por microorganismos, es una de las formas más sencillas de tratar los residuos de alimentos y evitar que se envíen a los vertederos. Dado que todos los materiales biodegradables acaban oxidándose para convertirse en compost, el proceso puede llevarse a cabo en casa sin costes de funcionamiento, aunque el equipamiento puede acelerar el proceso. La mayoría de los componentes de los residuos alimentiios son putrescibles y se descompondrán en el compost, pero algunos no lo harán (por ejemplo, los alimentos cocinados y las heces) y pueden atraer alimañas. La eficacia del compostaje de los residuos alimenticios depende del espacio disponible (o de la capacidad de almacenamiento en el caso de un cubo de compostaje) y del método de compostaje. A diferencia de lo que ocurre en los vertederos, donde se mezclan con otros materiales (no biodegradables), los restos de comida que se descomponen en un compost no liberan gases nocivos. Al igual que el compost creado a partir de otras fuentes de residuos, los restos de comida compostados pueden utilizarse para devolver nutrientes al suelo si se esparcen por el jardín.
La digestión anaeróbica (DA), que consiste en la descomposición de materiales biodegradables por microorganismos en ausencia de oxígeno, está reconocida como un método eficaz de eliminación de residuos, con potencial para resolver el problema de los residuos alimenticios a escala nacional. La tecnología DA tiene un impacto medioambiental reducido, ya que produce menos emisiones de gases de efecto invernadero que el compostaje. Sin embargo, aunque el proceso está bien establecido en la industria del agua, no lo está tanto en el sector de los residuos. A pesar de ello, los consejos locales y los minoristas están ampliando (y planeando ampliar) el sector de la digestión anaeróbica para tratar los residuos alimentarios; varias autoridades locales del Reino Unido planean construir plantas de digestión anaeróbica, la mayor de las cuales, que se ubicaría en Selby, entraría en funcionamiento en 2010. Las cadenas de supermercados Tesco y Sainsbury's están adoptando la tecnología de digestión anaeróbica para eliminar sus residuos: “Ahora que las tecnologías de energías renovables se han generalizado, no hay excusa para enviar a los vertederos residuos a los que se podría dar un uso positivo”. Sin embargo, la tecnología AD sigue siendo un campo experimental, y hay potencial para que los avances aumenten la eficiencia. En julio de 2014, Sainsbury's comenzó a suministrar energía a una de sus tiendas mediante digestión anaeróbica.

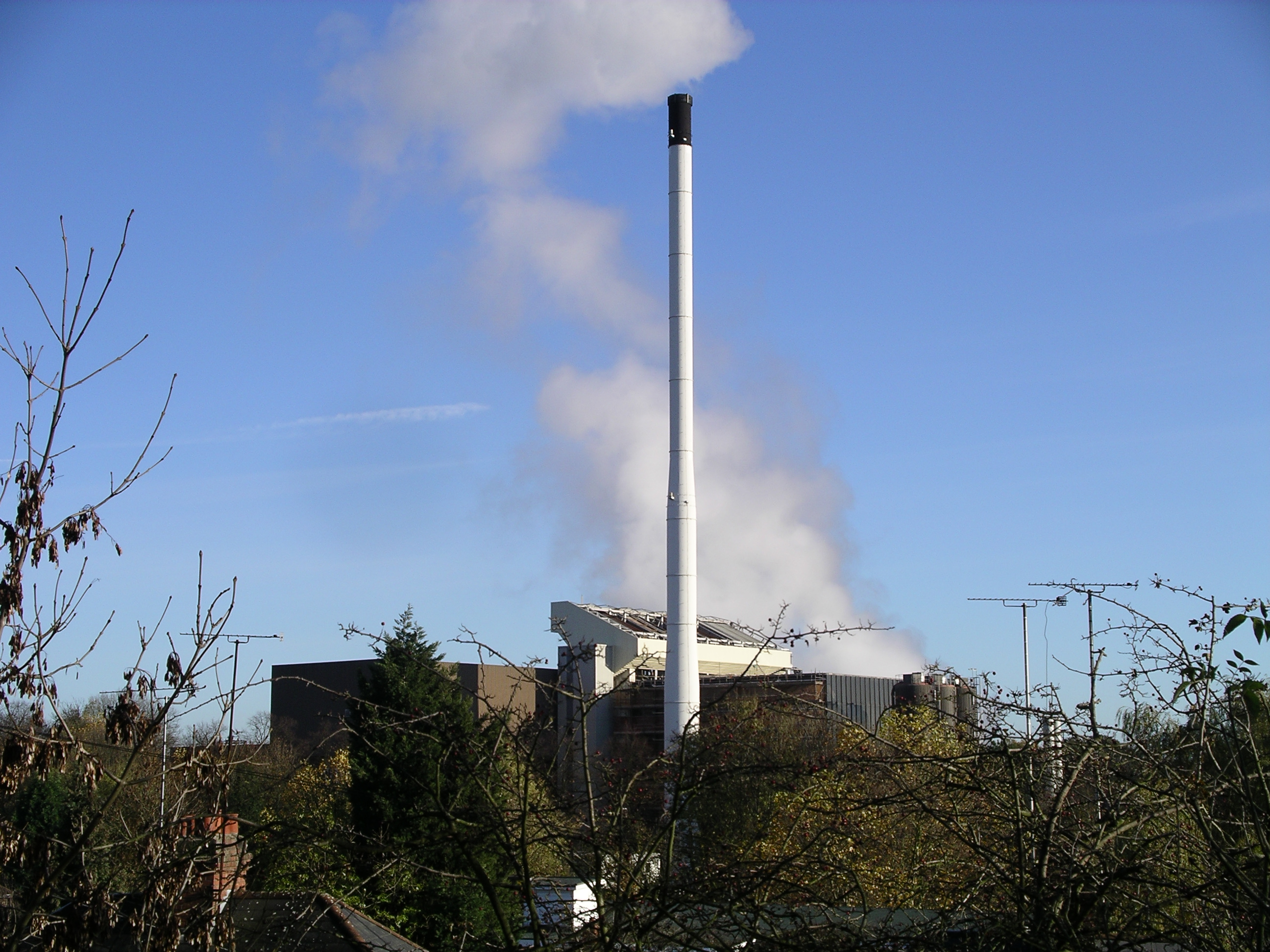
La incineración de residuos alimenticios es una de las distintas alternativas al vertido.

Tradicionalmente, la incineración de residuos se ha considerado un método orientado principalmente a la destrucción de los mismos. La recuperación de la energía generada en este proceso ha cobrado mayor importancia y actualmente todas las instalaciones de incineración de Inglaterra funcionan como plantas de producción de energía a partir de residuos (y muchas de ellas funcionan como instalaciones combinadas de calor y electricidad).  Los críticos cuestionan la seguridad de los contaminantes emitidos durante el proceso y argumentan que, como las incineradoras requieren niveles constantes de residuos para funcionar, fomentan la generación de más residuos. Sin embargo, los niveles de emisiones del proceso de incineración se han reducido considerablemente gracias a la evolución de la tecnología y la legislación.
En 2021, el WRAP dio a conocer una nueva campaña denominada Food Waste Action Week (Semana de Acción contra el Desperdicio Alimenticio); esta iniciativa, que se celebra a mediados de marzo de cada año, se centra en educar a las personas y a las empresas sobre la magnitud del desperdicio de alimentos y las formas de evitarlo y utilizar los alimentos de manera más eficiente.

## Lecturas complementarias
- «Eunomia, research and consulting». Managing Biowastes from Households in the UK: Applying Life-cycle Thinking in the Framework of Cost-benefit Analysis (en inglés): 144. Consultado el 26 de mayo de 2009.
- LeGood, Paul; Clarke, Andrew (noviembre de  2006). Smart and Active Packaging to Reduce Food Waste (en inglés). p. 32. Consultado el 28 de abril de 2009.
- Nellemann, Christian (febrero de 2009). The Environmental Food Crisis: The Environment's role in averting future food crises (en inglés). p. 101. Consultado el 26 de mayo de 2009.
- Stuart, Tristram (2009). Waste: Uncovering the Global Food Scandal (en inglés). Penguin (Reino Unido) y WW Norton (Estados unidos). ISBN 978-0-14-103634-2.
- Willand, Lois Carlson (1979). The Use-It-Up Cookbook: A Guide for Minimizing Food Waste (en inglés). Practical Cookbooks. ISBN 0-9614556-0-8.